# ميراينداد دي رايو أوبايرنا
بلدية ميراينداد دي رايو أوبايرنا (بالإسبانية: Merindad de Río Ubierna)‏, هي إحدى بلديات مقاطعة برغش, التي تقع في منطقة قشتالة وليون, والتي تقع في شمال غرب إسبانيا.
يبلغ عدد سكانها 1.360 نسمة وفقاً لإحصائية سنة (2002).